# 塔伯鎮區 (密蘇里州)
塔伯鎮區（英語：Taber Township）是位於美國密蘇里州聖克萊爾縣的一個行政鎮區。

## 地方資料
塔伯鎮區的面積為100.72平方千米，當中陸地面積為99.01平方千米，而水域面積為1.70平方千米。根據2020年美國人口普查的數據，當地共有人口167人，而人口密度為每平方千米1.66人。